# Damo (filósofa)
Damo (en griego antiguo: Δαμώ fl. c. 500 a. C.) fue una filósofa pitagórica, considerada por muchos hija de Pitágoras y Téano. 

## Biografía
Aunque se pueden encontrar referencias a Damo en las obras de Diógenes Laercio, Ateneo y Jámblico, poco se sabe sobre su vida. La tradición relata que nació en Crotona, y era hija de Pitágoras y Téano.
Según Jámblico, Damo se casó con Meno el Crotoniata. Algunos relatos se refieren a ella como hija única, mientras que otros indican que tuvo dos hermanas, Arignota y Myia (casada con Milón de Crotona). Ella y su hermano Telauges se convirtieron en miembros de la secta pitagórica fundada por su padre. Como la secta atribuye a Pitágoras la autoría del trabajo de los miembros, es probable que Damo haya contribuido a las doctrinas que se adscriben al filósofo. Según un relato, Pitágoras legó sus escritos a Damo, y ella los mantuvo a salvo, negándose a venderlos, creyendo que la pobreza y los solemnes mandatos de su padre eran más preciosos que el oro. Damo, a su vez, le pasó los escritos (memoranda hypomnemata) a su hija Bitale y a Telauges, y al hermano de su madre. No se sabe que hayan sobrevivido estos escritos, así como los de la propia Damo. Según Jámblico, Damo era hermana de Telauges.
Ella conservó el celibato por orden de su padre, el cual al morir le confió todos los secretos de su filosofía, y le dejó todos sus escritos a condición de no deshacerse de ellos; la hija cumplió su promesa, aun hallándose en la mayor miseria.